# Comando de Bombardeiros da Força Aérea Real
O Comando de Bombardeiros foi um comando da Real Força Aérea (RAF) que controlava todas as forças de bombardeiros britânicas entre 1936 e 1968. Juntamente com as Forças Aéreas do Exército dos Estados Unidos, desempenhou um papel central na campanha de bombardeamento estratégico da Alemanha Nazi na Segunda Guerra Mundial. De 1942 em diante, a campanha de bombardeamento contra os alemães tornou-se menos restritiva, passando a atingir os centrais industriais e populacionais. Um total de 363 514 operações foram realizadas, nas quais foram lançadas 1 030 500 toneladas de bombas e 8 325 aeronaves foram perdidas em combate. De um total de 120 000 tripulações aéreas, cerca de 55 573 faleceram em combate, 8 403 ficaram feridas e 9 838 foram feitas prisioneiros de guerra.
No pós-guerra, o comando detinha o controlo do poderio militar de bombardeiros a jacto da RAF, bombardeiros esses nos quais se destacaram os V bomber, que eram três tipos de bombardeiros com capacidade nuclear.